# Lucas Alamán
Lucas Alamán (Guanajuato, 18 ottobre 1792 – Città del Messico, 2 giugno 1853) è stato un politico e storico messicano.
Fu deputato alle Cortes Generales e due volte ministro. Nel 1823 fondò l'Archivio nazionale e nel 1825 il Museo di archeologia, storia e scienze naturali.

### Opere
- 1844-9 – Disertaciones sobre la historia de la república mejicana hasta su independencia
- 1849-52 – Historia de Mejico desde los primeros movimientos que motivaron su independencia en el año 1808 hasta la presente época